# Guifeng Zongmi
Guifeng Zongmi (chiń. 圭峰宗密, pinyin Guīfēng Zōngmì; kor. 규봉종밀 Kyubong Chongmil; jap. Keihō Shūmitsu; wiet. Khuê Phong Tông Mật; ur. 780, zm. 1 lutego 841) – chiński mistrz chan ze szkoły heze i teoretyk chanu oraz piąty patriarcha szkoły huayan (華嚴). Jeden z najwybitniejszych buddystów okresu Tang.

## Życiorys

### Wczesne lata (780–804)
Urodził się w powiecie Xichong w Guozhou, co wówczas odpowiadało prowincji Wschodni Jiannan a dzisiaj jest zgodne z zachodnią częścią powiatu Nanchong w środku prowincji Syczuan, pomiędzy rzekami Fu i Jialing. Pochodził z rodziny He, niewątpliwie należącej do miejscowej elity. Od 6 do 16 r. życia studiował konfucjanizm, co było nieodzowne, jeśli myślało się o przyszłej karierze w lokalnych służbach cywilnych, ale także było środkiem do wejścia w krąg elity państwowej. Jednak rodzina nie należała do kręgu ludzi uczonych, których nazwalibyśmy dziś intelektualistami, a ich poparcie byłoby nieodzowne w dalszej karierze. Zongmi przygotowywał się do kariery w służbach publicznych Syczuanu, który cieszył się wówczas stosunkowo dużą autonomią. Władający tą prowincją byli na tyle potężni, iż rekrutowali własnych urzędników spoza biurokracji cesarskiej. Następnie do 17 do 20 r. życia studiował teksty buddyjskie. I wreszcie, od 21 do 24 r. życia powrócił do studiowania tekstów konfucjańskich podczas studiów w akademii konfucjańskiej Yixue w Suizhou. Jego list z października 811 r. wyjaśnia sprawę porzucenia studiów konfucjańskich na trzy lata i zajęcie się buddyzmem. Wynika z niego, że Zongmi był w żałobie i okres ten tradycyjnie trwał trzy lata. Czyli w wieku 17 lat utracił ojca i wszedł w krąg buddyzmu.(...) zaprzestałem jedzenia mięsa, studiowałem [buddyjskie] pisma i traktaty, zaznajomiłem się z cnotami i medytacją i zaznajamiałem się ze znanymi mnichami. Mieszkając w naszej posiadłości często brałem udział w zgromadzeniach Dharmy (...). I chociaż jego trzyletni okres żałoby wydaje się być zgodny z konfucjańskimi wymogami synowskich powinności wobec rodziców, to jednak Zongmi napisał Opuszczenie domu przedstawia jeszcze wyższy poziom powinności synowskich, niż tradycyjne wyrażenie synowskiego oddania.
Jego klasyczne konfucjańskie wykształcenie wywarło mocny wpływ na jego charakter, co będzie widoczne właściwie do końca życia. Jego pochodzenie i wykształcenie pozwoli mu także w przyszłości na nawiązanie kontaktu z wieloma najbardziej prominentnymi intelektualistami i politykami tego okresu. Ułatwiła mu to także zmiana polityki Tangów, którzy przestali się opierać na dawnych potężnych rodach arystokratycznych, a szukali sprzymierzeńców wśród nowej, pochodzącej z peryferii, warstwy ludzi wykształconych.

### Praktyka chan (804–810)
Okres ten Zongmi opisał, jak zwykle lakonicznie Na szczęście zostałem przyciągnięty do Fushanga [czyli Daoyuana] jak igła [kompasu] lub mała cząsteczka [do bursztynu]. W medytacji (chiń. chan) zaangażowałem się w południową tradycję, a w doktrynie (chiń. jiao) natrafiłem na tekst [czyli Sutrę Doskonałego Oświecenia]. Na jedno słowo [od Daoyuana] podstawa mojego umysłu otworzyła się całkowicie, a z jednym zwojem [Sutry Doskonałego Oświecenia] jej znaczenie była tak czyste i jasne jak niebiosa.
Zongmi wspomina, że w 804 r., w wieku 24 lat, spotkał podczas podróży z akademii do Luoyangu mistrza chan Suizhou Daoyuana, który powracał z zachodu do Suizhou i całkowicie nawrócił się na buddyzm. Mistrz ten także wyświęcił go na mnicha-nowicjusza. Porzucił wówczas całkowicie pomysł zostania konfucjańskim uczonym i wszelkie światowe dążenia. Według samego Zongmiego Daoyuan był mistrzem w czwartym pokoleniu szkoły chan heze. Informuje, że Heze Shenhui miał 19 spadkobierców Dharmy i podaje swoją własną linię przekazu
- Heze Shenhui (670–752) szkoła chan heze
- Zhiru opat klasztoru Faguan w Zizhou
- Weizhong (Yizhou Nanyin) (zm. 821) opat klasztoru Shengshou w Chengdu
- Suizhou Daoyuan (Fushang) opat klasztoru Shengshou w Chengdu
- Guifeng Zongmi

Ta linia przekazu wzbudziła kontrowersje, gdyż Yizhou Nanyin z pewnością nie należał do tradycji heze tylko zupełnie odrębnej linii przekazu jingzhong, która nawet nie wywodziła się od Szóstego Patriarchy Huinenga. Można jednak przypuszczać, że istniały związki między Nanyinem i szkołą heze.
Wkrótce po zostaniu mnichem Zongmi wziął udział w buddyjskim zgromadzeniu w domu miejscowego urzędnika Renguana i po wspólnym zaśpiewaniu Sutry doskonałego oświecenia otrzymał po raz pierwszy kopię jej tekstu i po przeczytaniu dwóch czy trzech stron osiągnął przebudzenie. Było to tak potężne odczucie, że jak wspomina, tańczył z radości. Gdy zjawił się u swojego nauczyciela Daoyuana, ten zauważył Będziesz wielkim propagatorem doskonałych nagłych nauk. Przez następne dwie dekady sutra ta zdominowała jego życie, a przez kilka następnych lat poświęcił się intensywnym studiom tego pisma. Wyszukiwał także wszelkie komentarze na jego temat. Uważał tę sutrę za przewyższającą sutrę Huayan, czyli Sutrę Awatamsaki. Według niego bardziej pasowała do tych czasów od olbrzymiej, ponadtysiącpięćsetstronicowej Huayanjing.
W 807 r. został wyświęcony na pełnego mnicha przez mistrza winai Chenga. W 808 r. odwiedził mistrza chan Weizhonga, nauczyciela Daoyuana, który rozpoznał jego wielkie możliwości i pełną zdolność do przekazywania nauk. Odwiedził także mistrza chan Shenzhao, brata w Dharmie Daoyuana, na którym zrobił takie wrażenie, że ten nazywał go bodhisattwą.

### Chengguanihuayan(810–816)
Drugim przełomowym wydarzeniem było poznanie w klasztorze Huijue w Xiangyang w prow. Hebei ciężko chorego Lingfenga, ucznia wybitnego mistrza szkoły huayan Chengguana (澄觀 738–839). Lingfeng dał Zongmiemu kopię komentarza Chengguana do Huayanjing
Kilka następnych lat Zongmi poświęcił gorliwemu studiowaniu doktryny szkoły huayan. W trakcie intensywnych studiów, podczas których zapominał o spaniu i jedzeniu, doznał kolejnego oświecenia. Jak napisał pozostałe wątpliwości zostały całkowicie starte. Studia te odegrały olbrzymią rolę w jego rozwoju duchowym. Doświadczenie jego wywarło wielkie wrażenie na mnichach klasztoru, tak że przed opuszczeniem go został poproszony o wykład na temat sutry Huayan.
Zongmi opuścił klasztor Huijue w 811 r. i udał się do wschodniej stolicy Luoyangu. Zamierzał tam oddać cześć stupie Hezego Shenhuia i następnie powędrować do cesarskiej stolicy Chang’anu. Jednak z powodu pory letniego odosobnienia medytacyjnego został na dłużej w klasztorze Yongmu w Luoyangu. Jesienią do klasztoru przybyła grupa znajomych mnichów z klasztoru Huijue i poprosiła o kolejny wykład na temat sutry Huayan. Jego wykład musiał być niezwykle inspirujący; jeden z obecnych na nim uczniów Chenguana Taigong był pod takim wrażeniem, że aby wyrazić to szczęśliwe wydarzenie wysłuchania niepojętej wspaniałości Dharmy – obciął sobie rękę. Taigong został uhonorowany przez cesarza, ale ponieważ rana nie chciała się goić, Zongmi został przez władze obdarzony obowiązkiem opieki nad mnichem do czasu jego wyzdrowienia i nie mógł opuścić Luoyangu. Zongmi opiekował się mnichem przez kilka następnych miesięcy i do Chang’anu dotarł prawdopodobnie ok. połowy 812 r.
Przez następne dwa lata Zongmi studiował sutrę u mistrza Chengguana. Mimo różnicy wieku nawiązali bliski kontakt duchowy i później, gdy przebywali w różnych klasztorach w Chang’anie, byli w stałym kontakcie i Zongmi mógł zawsze swobodnie przyjść na konsultacje. Epitafium Chenguana (napisane przez Peixiu) zawiera informację, iż z 38 uczniów Chenguana tylko Zongmi zrozumiał najgłębsze znaczenie jego nauk.

### Początkowe lata działalności naukowej (816–828)
W pierwszych miesiącach 816 r. Zongmi przeniósł się do klasztoru Zhiju na górze Zhongnan ok. 50 mil od Chang’anu. Góra ta od dawna była związana z buddyzmem, a od prześladowań buddyzmu za Północnej dynastii Zhou (574–577) stała się jednym z głównych centrów buddyzmu, gdyż schroniło się na niej wielu wybitnych mnichów. Jednym z nich był Pu’an (539–609), który uczynił z tej górę jedną z wczesnych kolebek kultu sutry Huayan.
W czasie pobytu w klasztorze Zhiju Zongmi napisał swoje dwie pierwsze prace Yuanjue jing kewen i Yuanjue jing cuanyao. Pierwsze praca była krytycznym szkicem Sutry Doskonałego Oświecenia, a druga – wyborem najistotniejszych ustępów z czterech komentarzy do niej, napisanych przez takich mnichów jak Weique, Wushi, Jianzhi i Daoquan. Był to wstęp do okresu 823–824, kiedy powstała seria jego autorytatywnych, rozstrzygających komentarzy i subkomentarzy. Ślubował przez trzy lata nie opuszczać góry aby przeczytać cały ówczesny kanon buddyjski, ale przenosił się jednego do drugiego klasztoru na tej górze, często w poszukiwaniu tekstów i sutr; sam wymienił Yunju si, Caotang si i Fengde si. Np. klasztor Fengde był związany z wielkim mistrzem winai Daoxuanem (596–667), który uczynił go centrum tradycji winai opartej na Winai Dharmaguptów Sifenlu, która w Chinach nosiła nazwę szkoły Nan (Nanzong).
W 819 r. Zongmi powrócił do Chang’anu aby kontynuować swoje naukowe prace. Podczas pobytu w klasztorze Xingfu studiował dzieła Asangi, Wasubandhu (młodszego) i Sengzhao przygotowując się do interpretacji Sutry Diamentowej. Prawdopodobnie pracę tę ukończył w tym samym roku. Zimą 819 r. i wiosną 820 r. podczas pobytu w klasztorach Xingfu i Baoshou napisał swój komentarz do Trzydziestu wersów Vasubandhu.
Po tych pracach poczuł się na tyle pewny, że postanowił zrealizować swoje ślubowanie sprzed kilku lat, i napisać komentarz do Sutry doskonałego oświecenia. W tym celu w pierwszych miesiącach 821 r. powrócił do klasztoru Caotang na górze Zhongnan, który położony był w pobliżu szczytu (chiń. feng) Gui (stąd wzięło się jego imię Guifeng). Z jego Wstępu do chan wynika, że cały 821 r. poświęcił medytacji aby rozwinąć koncentrację (chiń. ting, sans. samādhi) i zharmonizować moją mądrość (chiń. hui; sans. prajñā). W 822 r. rozpoczął pisanie komentarza do tej sutry i pracę ukończył pod koniec lata 823 r. W tym samym czasie, podczas pobytu z klasztorze Fengde ukończył Huayan lunguan, dzieło, które w jego zamierzeniu miało być pomocnym podręcznikiem dla czytających Sutrę Huayan. Latem 823 r. podczas pobytu w tym samym klasztorze dokonał wyboru kluczowych ustępów z tekstów winai i komentarzy do nich, także z myślą o praktykujących. W tym samym roku napisał także swój subkomentarz (chiń. dashu chao) zatytułowany Fajie wuzu luei. Po napisaniu kolejnego komentarza i subkomentarza, w 824 r. ukończył Yuanjue jing daotang xiuzheng.
Zongmi pozostał na górze Zhongnan do 828 r., kiedy został wezwany na dwór cesarski edyktem cesarza Wenzonga (panował w latach 827–840). Przybył do pałacu 10 miesiąca 828 r. Był to miesiąc, w którym cesarz obchodził urodziny więc Zongmi złożył cesarzowi życzenia. Po dyskusji na temat Dharmy cesarz uhonorował mistrza purpurową szatą oraz tytułem Dade (Wielkiej Cnoty). Być może odbyła się także dysputa pomiędzy przedstawicielami trzech religii: konfucjanizmu, taoizmu i buddyzmu, które tradycyjnie odbywały się w dniu cesarskich urodzin i trzej dyskutanci otrzymywali następnie purpurowe szaty.
Zongmi pozostał w stolicy przez dwa lata i potem poprosił o wyrażenie zgody na jej opuszczenie. Powrócił na górę Zhongnan z końcem 829 r. lub na początku 830 r. i pozostał na niej do 833 r., kiedy udał się do Luoyangu. Przychodził do stolicy jako w pełni ukształtowany naukowiec, uhonorowany przez cesarza i który może rozprawiać o buddyzmie z dworskimi intelektualistami. Zmienił się także charakter jego misji; pozostawił za sobą elitarne buddyjskie scholastyczne rozważania i zajął bardziej szerokimi intelektualnymi tematami. Napisał swoje dwie główne dzieła na temat chanu i jeden z najpopularniejszych esejów Badanie pochodzenia człowieka.

### Kręgi intelektualne (828–835)
W okresie tym prace Zongmiego powstały w wyniku jego kontaktów ze sferami uczonych, intelektualistów i wysokich urzędników imperialnych. Prosili go oni o napisanie pracy na dany temat. Najbardziej ważną z tych osób był niewątpliwie urzędnik i intelektualista Peixiu (787?–860), z którym Zongmi był zapewne w głębokiej przyjaźni. Był on autorem wstępów do kilku dzieł mistrza z tego okresu oraz twórcą jego nagrobnego epitafium. Kto wie czy nie stał on za licznymi honorowymi tytułami, które Zongmi otrzymał pośmiertnie, w okresie panowania cesarza Xuanzonga (846–859), gdy buddyzm znów ożywał po 5-letnim okresie prześladowań (841–845), który zmiótł z powierzchni ziemi 45,000 klasztorów i świątyń.
Najwybitniejszym literatem tego kręgu był Bai Juyi (772–846) – wybitny poeta i buddysta. Był m.in. autorem epitafium dla mistrza chan Shenzhao (zobacz: linia przekazu Dharmy Zongmiego). W 833 r. napisał wiersz poświęcony Zongmiemu Zeng Caotang Zongmi shangren.
Inną wybitną postacią był literat i wybitny działacz stanu, gubernator Liu Yuxi (772–842). Był zaufanym człowiekiem Bo Juyia, który poświęcił mu wiele wierszy.
Kolejna postać to Wenzao (767–836) z rodziny związanej z linią familii cesarskiej. Był świeckim uczniem mistrza; został ministrem w Ministerstwie Ceremonii.
I wreszcie Xiaomian (zm. 837) z wybitnej arystokratycznej rodziny; był także świeckim uczniem Zongmiego. Piastował tytuł księcia Xu. Był odważny i uczciwy; nie wahał się złożyć dymisji w proteście, gdy cesarz nie zareagował na korupcyjną aferę. Otrzymał za to awans. Był także wiceministrem w Departamencie Spraw Wewnętrznych.
Jedną z prac powstałych w tym okresie jest esej Yuan ren lun (Traktat o badaniu pochodzenia człowieka) poświęcony ludzkiej naturze. Zbieżność tytułu dzieła mistrza z serią pięciu podobnie zatytułowanych esejów autorstwa konfucjanisty Han Yu (Yuan ren, Yuan xin itp) nie była zapewne przypadkowa i była to najpewniej odpowiedź na ataki na buddyzm Han Yu. Zwłaszcza przeciwko esejowi Yuan dao napisanemu ok. 805 r. i słynnemu antybuddyjskiemu Memoriałowi o kości Buddy z 819 r.
W 835 r. z powodu znajomości z Lixunem (zm. 835) (zresztą przeciwnikiem buddyzmu) został wmieszany w polityczną aferę, próbę odsunięcia od władzy eunuchów, znaną jako kanlu zhi bian (Incydent Słodkiej Rosy). W 833 r. Lixuan zawiązał spisek przeciw wszechwładnym eunuchom na dworze cesarskim, którzy opanowali skarbiec, zajmowali się obiegiem urzędowych dokumentów, wojskiem pałacowym i decydowali o dostępie do cesarza. Prawdopodobnie cesarz Xianzong został przez nich zamordowany, a na pewno doprowadzili do zabójstwa Jingzhonga (824). Spisek jednak nie powiódł się. Za pomoc w ukrywaniu Lixuna w klasztorze na górze Zhongnan, potężny eunuch Qiu Shiliang (781–843) oskarżył Zongmiego o zdradę stanu. Podczas przesłuchań Zongmi przyznał się do swojego uczynku i bronił się stwierdzając, że jako buddysta ma obowiązek pomagać cierpiącym bez względu na okoliczności. Powiedział także, iż nie troszczy się o swoje życie i umrze z czystym sercem. Jego postawa tak zaimponowała generałom eunuchom, że Zongmi został ułaskawiony.
Bliskie kontakty Zongmiego z władzą stały się przyczyną krytyki mistrza.

### Ostatnie lata i śmierć (835–841)
Ostatnie lata życia Zongmi spędził w cieniu niełaski po jego zamieszaniu w spisek przeciw eunuchom. 23 kwietnia 839 r. zmarł jego nauczyciel doktryny huayan Chengguan.
Pomiędzy 835 a 840 r. Zongmi napisał komentarz do Yulanpen jing. Najpewniej powrócił wtedy do Syczuanu.
Mistrz zmarł 1 lutego 841 r. w pozycji medytacyjnej, w czasie wizyty w klasztorze Xingfuta w Chang’anie, aby przeprowadzić ceremonię ordynacji nowych mnichów. Jego życzeniem było, aby ciało zostało przeznaczone na zjedzenie przez ptaki i zwierzęta. Kości miały zostały spalone, a popioły rozsypane. Jednak w siedem dni po jego śmierci ciało zostało umieszczone w trumnie. 17 lutego zaniesiono je na Guifeng. 4 marca zostało ono skremowane. W 853 r. otrzymał pośmiertny tytuł Mistrz Chan Mądrość Medytacji (chiń. Dinghui Chanshi). Prochy zostały umieszczone w stupie Błękitnego Lotosu.

## Nauki i działalność
Zongmi był znakomicie wykształconym człowiekiem o wielkiej inteligencji. Szkoła heze słynęła z najbardziej intelektualnej praktyki ze wszystkich siedmiu szkół chan wczesnego okresu jego rozwoju. Dlatego też oprócz normalnych praktyk prowadzonych w klasztorach chan zajmował się działalnością naukową.
W skład jego twórczości wchodzą: komentarze do kilku tekstów (m.in. Sutry Awatamsaki; chin. Huayanjing) i Sutry Diamentowej; traktaty naukowe i teoretyczne prace o chanie.
Podczas pobytu na górze Zhongnan napisał swój słynny komentarz do Sutry doskonałego oświecenia.
W okresie tym w szkole chan schizma na szkołę południową nagłego oświecenia i szkołę północną stopniowego oświecenia spowodowała spory. Jakby w odpowiedzi na takie sekciarskie podejście napisał dzieło Kompletny zbiór objaśnień dotyczących źródeł chan. Zebrał w nim kolekcję nauk wszystkich szkół chan. Była ta najpewniej pierwsza praca na temat historii chan. Niestety nie dochowała się do naszych czasów; ocalał tylko wstęp.
Oprócz tego zajmował się drzewami genealogicznymi i schematami przekazu Dharmy wszystkich szkół chan.
Zongmi potępił sekciarskie tendencje ówczesnego chanu. Twierdził, że podział na szkołę południową i szkołę północną jest zasadniczo fałszywy. Skrytykował również ekstremalne metody praktyki stosowane przez nauczycieli szkoły hongzhou, odmawiając niektórym z nich prawa do wielkości.
Jego nauki w wielkim stopniu wpłynęły na wybitnego koreańskiego mistrza sŏn Chinula oraz na stworzenie przez mistrza chan Dongshana metody nauczania wuwei – pięciu stopni.

## Dzieła
Prace istniejące
T – numer katalogowy w kanonie buddyjskim Taishō Shinshū Daizōkyō, Tokio, 1924–1934 (100 tomów)
K – numer katalogowy w koreańskim kanonie buddyjskim The Korean Buddhist Canon: A Descripitve Catalogue, Berkeley, 1979 r.
- Zhonghua chuanxindi chanmen shizu chengxi tu (pom. 830 a 833 r.) Wykres następstwa mistrz-uczeń bramy chan, która przekazuje podstawę umysłu w Chinach. Tekst napisany w odpowiedzi na pytania Peixiu dotyczące nauk chan i linii przekazu czterech głównych ówczesnych tradycji chan. Oryginalny tytuł to Peixiu shiyi wen.
- Chanyuan zhuquanji duxu. Około 833 r. (Ogólny wstęp do Zbioru objaśnień dotyczących źródeł chan). T 2015
- Qixin lub shu. Między 823 a 828 r. (Komentarz do Przebudzenia wiary).
- Jingang boruo jing shu lun zuanyao. 819 r. (Komentarz do Sutry Diamentowej przetłumaczonej przez Kumaradżiwę). T 1701.
- Zhu huayan fajie guanmen. (Komentarz to tekstu Fajie guanmen przypisywanego Dushunowi). T 1884
- Quan faputixin wen xu. 836 r. (Wstęp napisany przez Zongmiego do szkicu Peixiu)
- Huayan jing xingyuan pin shu chao. (Subkomentarz do komentarza Chengguana o Gandavyūsze w tłumaczeniu Prajñi).
- Huayan xinyao famen zhu. 796 r. (Komentarz do krótkiego szkicu Chengguana o istocie umysłu).
- Shenming Fuli fashih (Krótka odpowiedź na problem poruszony w wierszu Fuli – w jaki sposób z tego, co jest prawdą może powstawać fałsz).
- Shi Xiao xianggong jiejie Między 823 a 828 r. (Odpowiedź Xiaomianowi na jego uwagi odnośnie do wyrażenia Heze Shenhhui o oku Dharmy).
- Da Shi Shanren. Między 823 a 828 r.(Odpowiedzi na cały zestaw pytań zadanych przez Shi Shanrena)
- Da Wen Shangshu suwwen. Między 823 a 828 r. (Odpowiedź na pytanie Shangshu od czego zależy nadnaturalna natura oświeconej osoby po śmierci).
- Yuanjue jing lueshu. 823 lub 824 r. (Komentarz do „Sutry Doskonałego Oświecenia”)
- Yuanjue jing lueshu chao. 823 lub 824 r. (Subkomentarz do jego skróconego komentarza do Sutry Doskonałego Oświecenia).
- 'Yuanjue jing daochang xiuzheng yi. Około 824 r. (Podręcznik Procedur do Uprawiania i Urzeczywistnienia Rytualnej Praktyki według Sutry Doskonałego Oświecenia).
- Yuanjue jing dashu chao. 823 lub 824 r. (Subkomentarz do jego komentarza do Sutry Doskonałego Oświecenia).
- Yuanjue jing dashu. 823 (Komentarz do „Sutry Doskonałego Oświecenia”).
- Yuanren lun. Między 828 a 835 r. (Badanie pochodzenia człowieka). T 1886
- Yulanpen jing shu. Między 835 a 840 r. (Komentarz do sutry Yulanpen) T 1792.

Prace nieistniejące obecnie
- Chanyuan zhuquanji. (Zebrane pisma o pochodzeniu chanu).
- Zhu bianzonglun. (Komentarz do Bianzong lun Xielungyuna (385–433)).
- Huayan lunguan. 822 r. (Próba zebrania różnych wątków sutry Huayan).
- Ming zuochan xiuzheng yishi. (Jest to najpewniej trzecia część Yuanjue jing xiucheng yi, która funkcjonowała jako niezależna praca Zuochan fa (Dharma o siedzącej medytacji)).
- Niepan jing shu. (Komentarz do Sutry Nirwany).
- Sifen lu shu. (Komentarz do winai szkoły dharmaguptów).
- Daosu chouda wenji (Zebrana korespondencja ze świeckimi i duchownymi).
- Zashu chanda fayi ji. (Zbiór różnorodnej korespondencji o znaczeniu Dharmy).
- Yuanjue jing zuanyao. (Zbiór istotnych ustępów z komentarzy do Sutry Doskonałego Oświecenia napisanych przez takich autorów jako Weique, Wushi, Jianzhi i Daoquan).
- Yuanyue lichan wen. (Być może jest to skrót dzieła Yuanjue jing daochang xiuzheng yi).
- Weishi song shu/Weishi song shu chao. (Komentarz do „trzydziestu wersetów” Wasubandhu).

## Linia przekazu Dharmy zen
Pierwsza liczba oznacza liczbę pokoleń mistrzów od 1 Patriarchy indyjskiego Mahakaśjapy.
Druga liczba oznacza liczbę pokoleń od 28/1 Bodhidharmy, 28 Patriarchy Indii i 1 Patriarchy Chin.
- 33/6. Huineng (638–713)
  - 34/7. Heze Shenhui (670–762) Szkoła heze
    - 35/8. Cizhou Faru (Fayi Zhiru) (bd)
      - 36/9. Yizhou Nanyin (Weizhong) (zm. 821)
        - 37/10. Shenzhao (776–838)
        - 37/10. Yizhou Ruyi (bd)
        - 37/10. Jianyuan Xuanya (bd)
        - 37/10. Sizhou Daoyuan (bd)
          - 38/11. Guifeng Zongmi (780–841)
            - 39/12. Chuanao (bd)